# Вехар, Брайан
Брайан Альфонсо Вехар Утрерас (исп. Bryan Alfonso Vejar Utreras; 14 июля 1995, Талькауано) — чилийский футболист, полузащитник клуба «Палестино».

## Биография
Вехар — воспитанник клуба «Уачипато». 29 октября 2012 года в поединке Кубка Чили против «Лота Швагер» Брайан дебютировал за основной состав. 11 мая 2013 в матче против «Сантьяго Уондерерс» он дебютировал в чилийской Примере. 18 апреля 2015 года в поединке против «Унион Эспаньола» Вехар забил свой первый гол за «Уачипато».
Летом 2016 года Брайан перешёл в «Коло-Коло». В матче против «Депортес Антофагаста» он дебютировал за новую команду. 5 декабря в поединке против «Эвертона» из Винья-дель-Мар Вехар забил свой первый гол за новую команду. В своём дебютном сезоне он помог клубу завоевать Кубок Чили.
В начале 2015 года Вегас в составе молодёжной сборной Чили принял участие в молодёжном чемпионате Южной Америки в Уругвае. На турнире он сыграл в матче против сборной Уругвая.

## Титулы
- Чемпион Чили (1): 2017
- Обладатель Суперкубка Чили (1): 2018